# Stendersche Glasfabrik

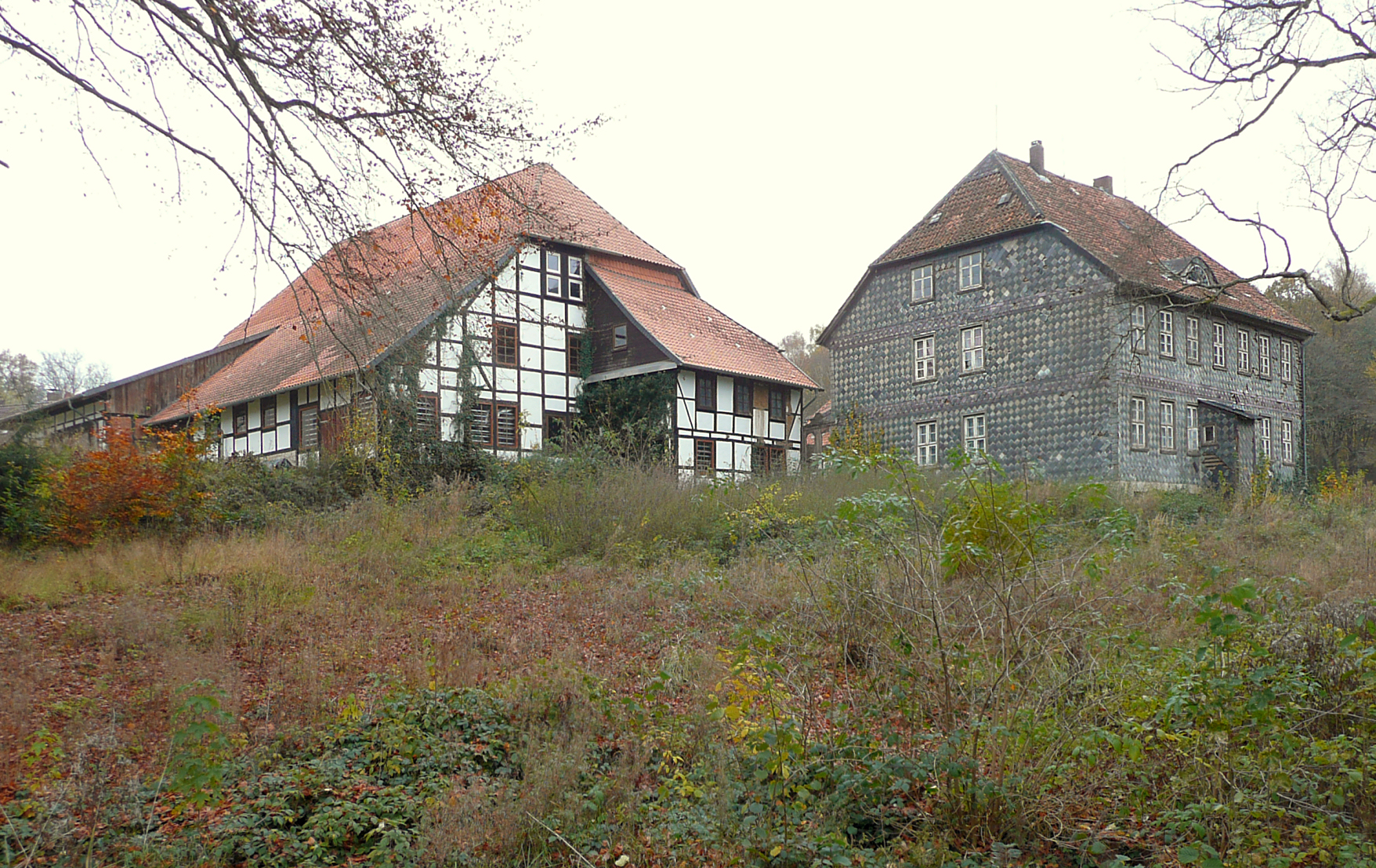
Hüttengebäude der Glasfabrik und Herrenhaus der Fabrikantenfamilie Stender

Die Stendersche Glasfabrik war ein 1792 gegründetes Unternehmen in der Ortschaft Glashütte bei Lamspringe in Niedersachsen.

## Geschichte
Die Glashütten-Fabrik geht auf eine vom Kloster Lamspringe im 18. Jahrhundert gegründete Waldglashütte zurück. Sie lag im weitläufigen Waldgebiet des Klosterforsts Westerhof, der an den Höhenzug Heber angrenzt. Die Waldglashütte wurde wegen Vermarktungsschwierigkeiten bald geschlossen.
1792 nahm Johann Friedrich Stender aus Ziegenhagen im Klosterforst die Glasherstellung wieder auf. Während das Feuerholz aus den umgebenden Wäldern stammte, wurde Quarzsand aus Bornhausen herangeschafft. Produkte der Stenderschen Glasfabrik waren weißes Hohlglas und hellgrünes Medizinglas, Getränkegläser, Flaschen, Einmachgläser, Glasschalen und Laborgeräte. Teilweise handelte es sich um hochwertige Glaswaren, die über den Hamburger Hafen per Schiff ins europäische Ausland und nach Übersee exportiert wurden.
Die Glashütte zählte bis zu 80 Beschäftigte, die in damaliger Zeit einen guten Verdienst hatten. 1883 wurden für die Mitarbeiter nahe der Hütte 13 Wohnhäuser mit 27 Werkwohnungen errichtet. Die Fabrikantenfamilie Stender bewohnte ein Herrenhaus neben der Fabrik.
Die Glashütte war für die entstandene Ansiedlung namensgebend. 1910 erhielt sie eine Schule, die 1960 geschlossen wurde. 
1914 wurde die Hütte wegen fehlender Arbeiter durch den Ersten Weltkrieg und kriegsbedingtem Mangel an Öl für die Ofenbefeuerung geschlossen. Zwei Glasmaler der Hütte machten sich selbstständig und gründete eine Glasmalerei. Von der Glashütte sind bis heute das frühere Werksgebäude, das Herrenhaus, die frühere Scheune der Glasfabrik und Arbeiterhäuser erhalten. Die Gebäude stehen unter Denkmalschutz. Die Arbeiterhäuser sind in Privatbesitz, während sich der Grund im Eigentum der Klosterkammer Hannover befindet. 

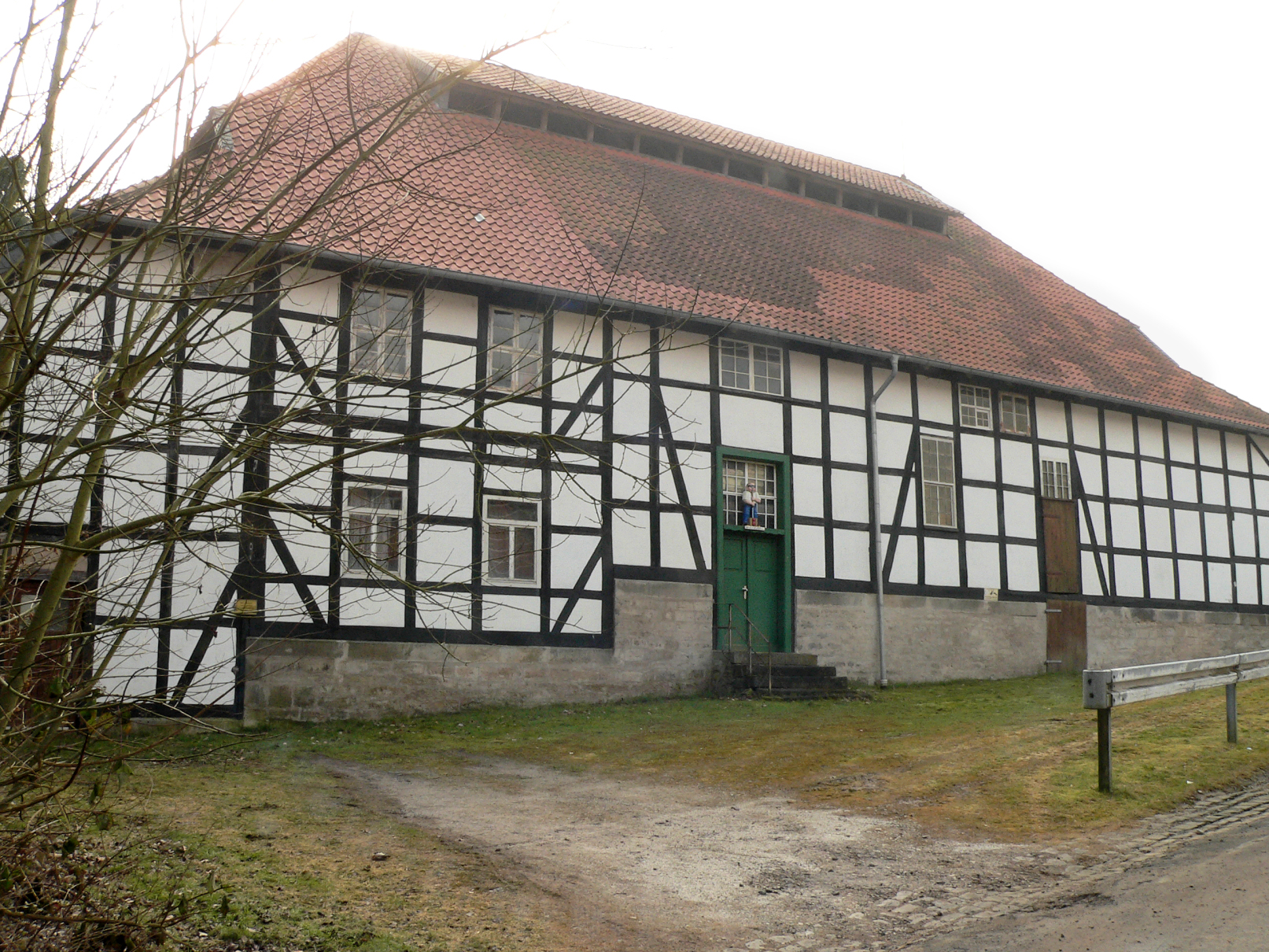
Früheres Glashüttengebäude
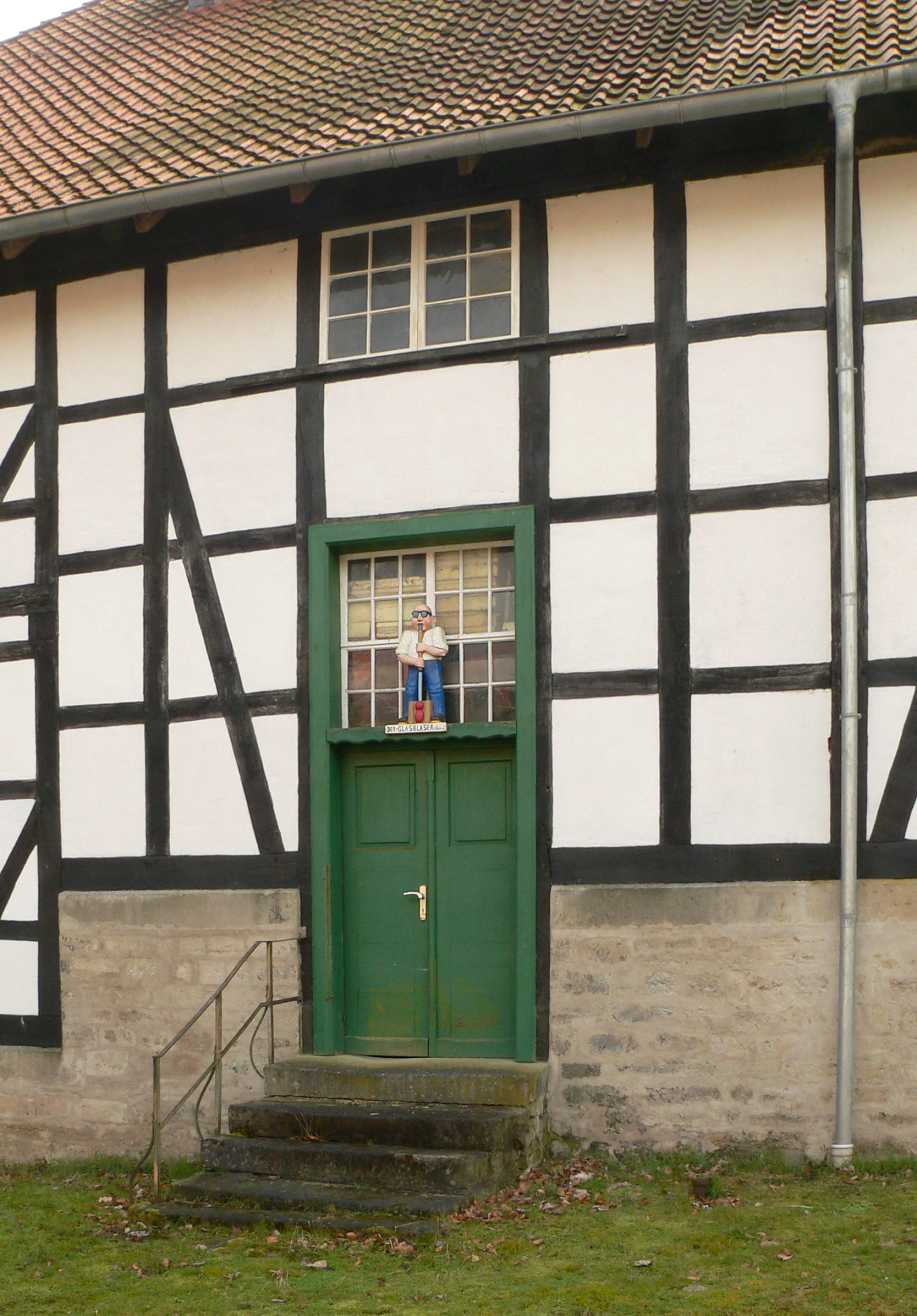
Glasbläserfigur über der Tür des Glashüttengebäudes
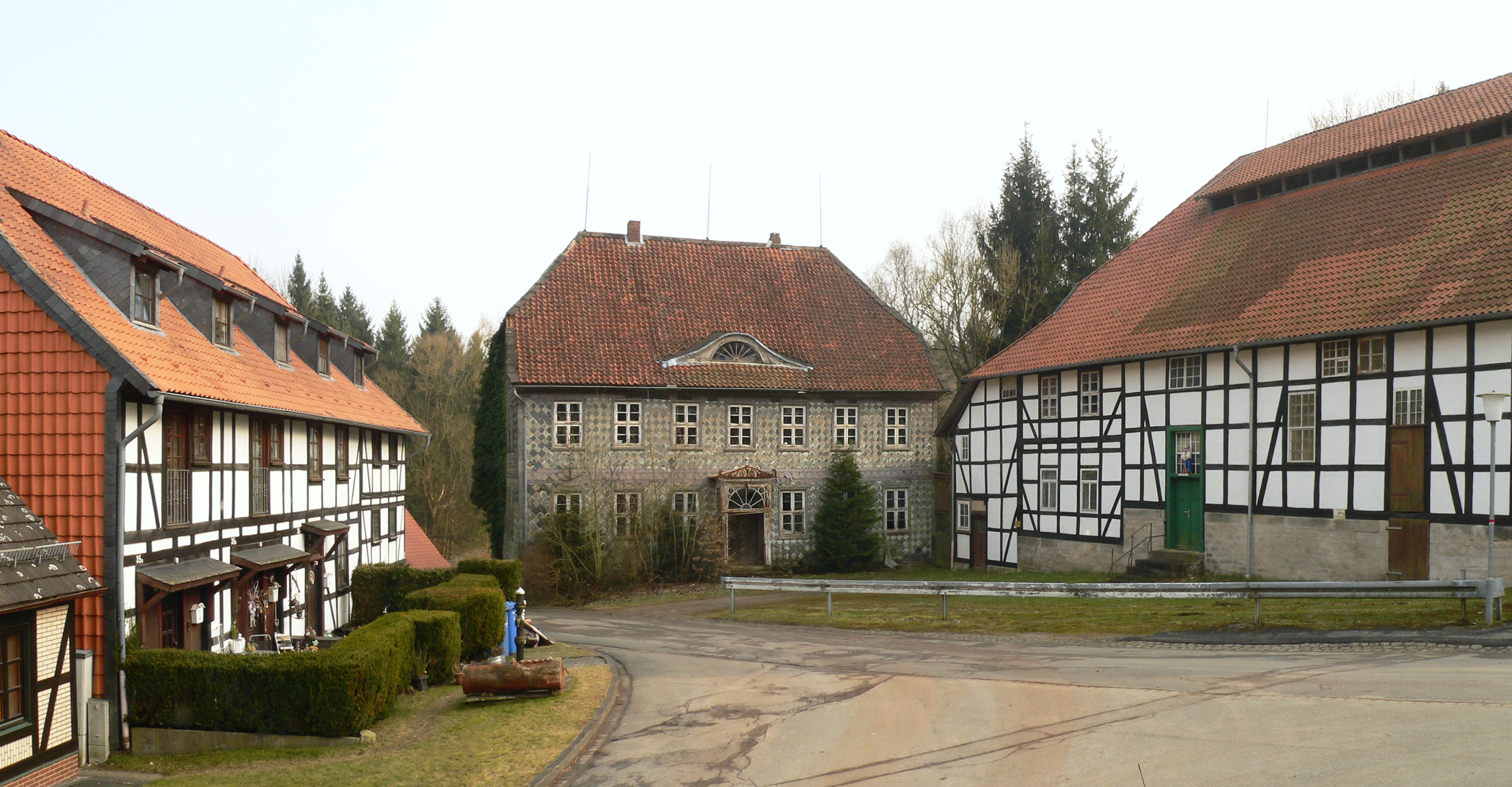
Ortsansicht mit früherer Scheune der Glasfabrik, Herrenhaus und Glashüttengebäude

### Herrenhaus

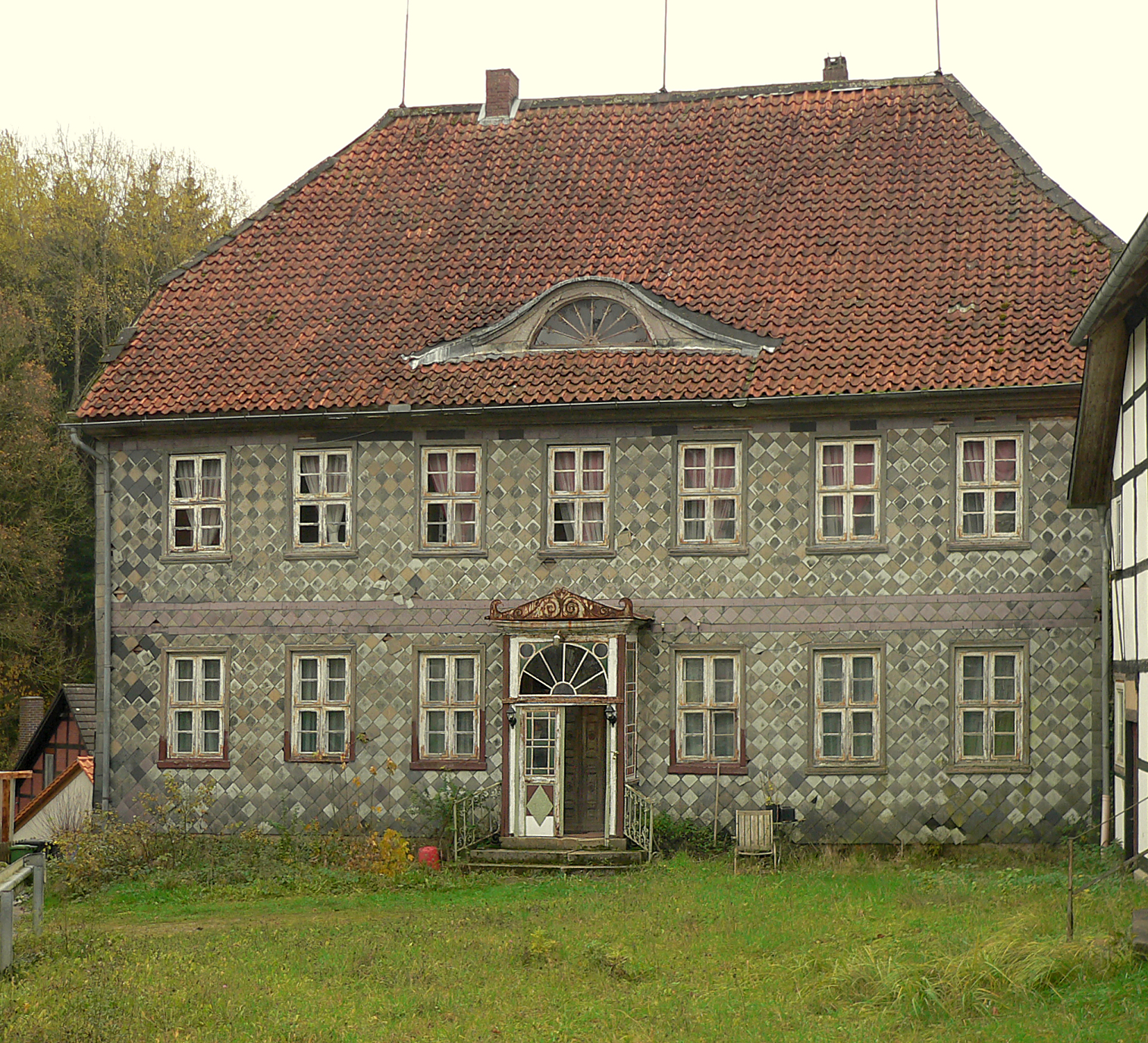
Herrenhaus

Das rund 200 Jahre alte, denkmalgeschützte Herrenhaus war in jüngerer Zeit lange unbewohnt und verfiel zunehmend. 2019 erwarb es eine US-Amerikanerin aus New York für 19.000 Euro. Mit Hilfe von Sponsoren will sie das Haus mit 15 Zimmern und einer Eingangshalle restaurieren. Bis 2024 habe sie 100.000 Euro investiert, während die Gesamtkosten auf eine Million Euro geschätzt werden. Das Haus soll unter der Bezeichnung Kunsthalle Glashütte ein Kulturzentrum sowie ein Treffort für Künstler werden. Dabei soll das Thema „Glas und Glaskunst“ vor dem Hintergrund der Ortsgeschichte einen besonderen Stellenwert einnehmen.